# Масово убийство в Орландо
Масовото убийство в Орландо се случва в ранните часове на неделя, 12 юни 2016 г., когато въоръжен мъж открива стрелба в нощен гей клуб около 02:00 ч. след полунощ. Загиват 50 души, а други 53 са ранени.
Нападението е най-голямата масова стрелба в съвременната американска история, най-големият случай на хомофобско насилие в историята на САЩ, както и най-голямата терористична атака след атентатите от 11 септември 2001 г.

## Нападението
Атаката настъпва на 12 юни 2016 г., в „Пулс“ – нощен гей клуб в Орландо, Флорида. Клубът е домакин на седмично съботно събитие, което се посещава предимно от латино клиентела. В около 02:00 ч., когато се намират 320 души в клуба, Омар Матийн – 29-годишен американец от афганистански произход, започва да стреля. Той е въоръжен с AR-15 пушка и пистолет. Служител на полицията, работещ допълнително като охрана на нощния клуб, отвръща на огъня. Към него се присъединяват още двама служители на реда. Матий започва да отстъпва и взима заложници. Около 100 служители от полицията на Орландо и Службата на окръг Ориндж, първи са изпратени на мястото.
По време на нападението хора, хванати в капан вътре в клуба, звънят и изпращат съобщения на приятели и роднини. Първоначално, някои от тях смятат, че изстрелите са фишеци или част от денс музиката. Много от тях описват сцена на паника и объркване, причинени от силната музика и тъмнината. Един от тях се скрива в тоалетната под телата на вече убитите. Девет минути след началото на стрелбата, клубът публикува в своята Facebook страница съобщението: „Всички да излязат от Пулс и да бягат“.
Десетки полицейски служители, шерифи от окръг Ориндж, агенти на ФБР, както и парамедици и пожарникари от три служби за пожарна безопасност, са на мястото. Поради естеството на ситуацията, полицаите казват, че са принудени да чакат в продължение на три часа, за да има пълна оценка на инцидента, изчаквайки бронираните превозни средства.
В 02:22 ч., Омар Матийн се обажда на 911 и обявява своята вярност към т. нар. „Ислямска държава“. В разговора, той също така говори и за братя Църнаеви от атентата на Бостънския маратон.
В 03:58 ч., полицейското управление на Орландо обявява публично, че е имало стрелба в клуба, и че има множество ранени. Те съветват гражданите да стоят далеч от района.
Около 05:00 ч. сутринта, служители на SWAT влизат в сградата с брониран автомобил през стената, а след това хвърлят две флаш-гранати за да неутрализират Матийн. Той е прострелян и убит в престрелка, в която участват единадесет полицаи. В 05:53 ч., те потвърдават смъртта на Омар Матийн.
Тридесет заложника са освободени по време на полицейската операция, а един от полицаите получава нефатален изстрел в главата и е приет в болница с наранявания на очите. 39 души са намерени мъртви в клуба, а още двама души отвън.

## Жертви
50 души, включително стрелецът са убити, а други 53 са ранени при стрелбата, като много от тях претърпяват операции в местните болници. 39 души, включително стрелецът са обявени за мъртви на мястото на инцидента, докато 11 души са откарани в болници и по-късно обявени за мъртви.